# 红荚蒾
红荚蒾（学名：Viburnum erubescens）是五福花科荚蒾属的植物。分布在印度、尼泊尔、缅甸、不丹、锡金以及中国大陆的西藏等地，生长于海拔1,500米至3,000米的地区，一般生长在针及阔叶混交林中。

## 别名
淡红荚蒾（中国高等植物图鉴）

## 变种
- 细梗红荚蒾（学名：Viburnum erubescens var. gracilipes）为忍冬科荚蒾属下的一个变种。
- 小红荚蒾（学名：Viburnum erubescens var. parvum）为忍冬科荚蒾属下的一个变种。
- 紫药红荚蒾（学名：Viburnum erubescens var. prattii）为忍冬科荚蒾属下的一个变种。